# Pomaderris
Pomaderris is een geslacht uit de wegedoornfamilie (Rhamnaceae). De meeste soorten komen voor in Australië en enkele ook in Nieuw-Zeeland.

## Soorten
- Pomaderris adnata N.G.Walsh & Coates
- Pomaderris amoena Colenso
- Pomaderris andromedifolia A.Cunn.
- Pomaderris angustifolia N.A.Wakef.
- Pomaderris apetala Labill.
- Pomaderris argyrophylla N.A.Wakef.
- Pomaderris aspera Sieber ex DC.
- Pomaderris aurea N.A.Wakef.
- Pomaderris betulina A.Cunn.
- Pomaderris bodalla N.G.Walsh & Coates
- Pomaderris brevifolia N.G.Walsh
- Pomaderris briagolensis Messina
- Pomaderris brogoensis N.G.Walsh
- Pomaderris brunnea N.A.Wakef.
- Pomaderris buchanensis N.G.Walsh
- Pomaderris canescens (Benth.) N.A.Wakef.
- Pomaderris cinerea Benth.
- Pomaderris clivicola E.M.Ross
- Pomaderris cocoparrana N.G.Walsh
- Pomaderris coomingalensis N.G.Walsh & Coates
- Pomaderris costata N.A.Wakef.
- Pomaderris cotoneaster N.A.Wakef.
- Pomaderris crassifolia N.G.Walsh & Coates
- Pomaderris delicata N.G.Walsh & Coates
- Pomaderris discolor (Vent.) Poir.
- Pomaderris edgerleyi Hook.f.
- Pomaderris elachophylla F.Muell.
- Pomaderris elliptica Labill.
- Pomaderris eriocephala N.A.Wakef.
- Pomaderris flabellaris (F.Muell. ex Reissek) J.M.Black
- Pomaderris forrestiana F.Muell.
- Pomaderris gilmourii N.G.Walsh
- Pomaderris grandis F.Muell.
- Pomaderris graniticola (N.G.Walsh & Coates) K.L.McDougall & Millott
- Pomaderris halmaturina J.M.Black
- Pomaderris hamiltonii L.B.Moore
- Pomaderris helianthemifolia (Reissek) N.A.Wakef.
- Pomaderris humilis N.G.Walsh
- Pomaderris intermedia Sieber ex DC.
- Pomaderris kumeraho A.Cunn.
- Pomaderris lanigera (Andrews) Sims
- Pomaderris ledifolia A.Cunn.
- Pomaderris ligustrina Sieber ex DC.
- Pomaderris mediora N.G.Walsh & Coates
- Pomaderris myrtilloides Fenzl
- Pomaderris nitidula (Benth.) N.A.Wakef.
- Pomaderris notata S.T.Blake
- Pomaderris obcordata Fenzl
- Pomaderris oblongifolia N.G.Walsh
- Pomaderris oraria F.Muell. ex Reissek
- Pomaderris pallida N.A.Wakef.
- Pomaderris paniculosa F.Muell. & Reissek
- Pomaderris parrisiae N.G.Walsh
- Pomaderris pauciflora N.A.Wakef.
- Pomaderris phylicifolia G.Lodd. ex Link
- Pomaderris pilifera N.A.Wakef.
- Pomaderris precaria N.G.Walsh & Coates
- Pomaderris prunifolia A.Cunn. ex Fenzl
- Pomaderris queenslandica C.T.White
- Pomaderris racemosa Hook.
- Pomaderris reperta N.G.Walsh & Coates
- Pomaderris rotundifolia (F.Muell.) Rye
- Pomaderris rugosa Cheeseman
- Pomaderris sericea N.A.Wakef.
- Pomaderris subcapitata N.A.Wakef.
- Pomaderris subplicata N.G.Walsh
- Pomaderris tropica N.A.Wakef.
- Pomaderris vacciniifolia Reissek
- Pomaderris vellea N.A.Wakef.
- Pomaderris velutina J.H.Willis
- Pomaderris virgata N.G.Walsh
- Pomaderris viridis N.G.Walsh
- Pomaderris walshii Millott & K.L.McDougall
- Pomaderris wendlandiana (Schult.) G.Don

... · 
Alphitonia · 
Ceanothus · 
Discaria · 
Gouania · 
Nesiota · 
Phylica · 
Pomaderris · 
Rhamnus (Vuilboom) · 
Sageretia · 
Ziziphus · 
...